# 산대놀이
산대놀이는 한국의 전통 민속놀이이자 무용이다.
공의(公儀)로서 연희되어 오던 산대연희(山臺演戱)가 조선 인조 때 이후 폐지되자, 이에 종사하던 편인(伴人)들은 서울 근교에 분산하여 각기 거주지를 중심으로 산대놀이 단체를 모으고, 경향 각지를 순회하여 연희하게 되었다. 이렇게 하여 형성된 것이 녹번리산대(碌磻里山臺), 애오개산대(阿峴山臺), 노량진산대(鷺梁津山臺), 퇴계원산대(退溪院山臺), 사직(社稷)골 딱딱이패 등이며, 이들을 본산대(本山臺)라 부르는데 현재는 전해지지 않고, 이들의 지방순회 때나 혹은 직접 찾아와서 배워간 결과 형성된 양주·송파 등지의 산대놀이가 지금까지 전해지고 있으며, 이것을 '별산대(別山臺)'라 부른다. 그러나 분파 형성에 대한 경위는 분명하지 않고, 그 지방에 거주하는 촌로(村老)들에 의해 여러 가지 유래가 전해지고 있을 뿐이다. 
그 중 양주의 '별산대놀이'는 경기지방에 남아 있는 유일한 가면극으로 약 150년 전 이을축(李乙丑)-1960년대 조사자료에 의하여 150년 전이락 하므로 2010년대에는 200년 전이라고 하는 것이 타당함-이란 사람을 중심으로 사직골 '딱딱이패'에게서 전수받아 형성된 것이다. 양주별산대놀이도 다른 한국의 가면극의 연출형태와 마찬가지로 음악 반주에 춤이 주가 되며, 거기에 묵극적(默劇的)인 몸짓과 동작(科)·대사로서 덕담(德談)과 재담(才談)이라 불리는 사설(辭說：白), 그리고 노래가 곁들여진다. 연출시간에는 제한이 없어 보통 밤 10시경에 시작하면 다음날 새벽까지 계속되었으며, 그때 그때의 흥과 형편에 따라 3∼4시간으로 줄이는 수도 있었다. 이것은 민속연희의 일반적 특성이기도 하나, 산대놀이의 대사가 구전(口傳)이기 때문에 일정치 않아 전체적인 틀이나 짜임새는 정해져 있지만 세부에 들어가서는 신축이 자유롭기 때문이다.
산대놀이 춤은 봉산탈춤이나 오광대놀이의 덧보기 춤에 비해 비교적 법도에 맞는데다 아담한 맛이 있고, 형식미를 갖추고 있으며, 춤사위의 분류는 어느 탈춤보다 자세하다. 
춤의 반주 악기로는 삼현육각(三弦六角：피리 두개, 젓대 한개, 해금 한개, 장고 한개, 북 한개)이 쓰이는데, 그 밖에 꽹과리를 추가하기도 한다. 놀이는 판놀이(길놀이 또는 앞놀이)로 시작되는데, 서낭대와 탈들을 앞세우고 농악을 울리며 마을을 순회, 낮동안은 주로 부유한 집에 들어 춤과 덕담(德談)을 베풀어 주식을 대접받고 흥취를 돋우다가 밤이 되면 탈놀이가 시작되기 전에 탈고사를 지낸다. 
양주산대놀이의 과장별(科場別)은 그렇게 엄격하지 않아 여러 가지 견해가 있었으나 8과장(8마당)으로 나누는 견해가 유력하며, 1과장 상좌춤, 2과장 옴과 상좌, 3과장 목중과 옴, 4과장 연잎과 눈끔적이, 5과장 팔목중(5과장은 염불놀이·침놀이·애사당 북놀이로 구성된다), 6과장 노장(목중놀이·신장수놀이·취발이놀이), 7과장 샌님(의막사령놀이·포도부장놀이), 8과장 신할아비와 미얄할미로 분류한다.

## 참조 자료
- 이 문서에는 다음커뮤니케이션(현 카카오)에서 GFDL 또는 CC-SA 라이선스로 배포한 글로벌 세계대백과사전의 내용을 기초로 작성된 글이 포함되어 있습니다.